# Stagione di college football 2017
La stagione di college football NCAA Division I FBS 2017 negli Stati Uniti organizzata dalla National Collegiate Athletic Association (NCAA) per la Division I Football Bowl Subdivision (FBS), il livello più elevato del football universitario, è iniziata il 26 agosto e la sua stagione regolare si è conclusa il 9 dicembre 2017. La finale si è disputata l'8 gennaio 2018 e ha visto gli Alabama Crimson Tide conquistare il loro diciassettesimo titolo ai danni dei Georgia Bulldogs.
Questa è stata la quarta stagione in cui si è adottato il sistema chiamato College Football Playoff (CFP), che ha sostituito il precedente Bowl Championship Series (BCS).

## Bowl game e College Football Playoff
A partire dai playoff 2014–15, sei Bowl CFP ospitano le semifinali di playoff su rotazione. Per questa stagione, il Sugar Bowl e il Rose Bowl hanno ospitato le semifinali, con le vincenti che si sono affrontate nella finale del campionato NCAA al Mercedes-Benz Stadium di Atlanta, Georgia.
|  | Semifinali | Semifinali | Semifinali |         |    | Finale  | Finale  | Finale |  |
|  |            |            |            |         |    |         |         |        |  |
|  | 1          | Clemson    | 6          |         |    |         |         |        |  |
|  | 1          | Clemson    | 6          |         |    |         |         |        |  |
|  | 4          | Alabama    | 24         |         |    |         |         |        |  |
|  | 4          | Alabama    | 24         |         | 1  | Alabama | (OT) 26 |        |  |
|  |            |            |            |         | 1  | Alabama | (OT) 26 |        |  |
|  |            |            | 23         | Georgia | 23 |         |         |        |  |
|  | 2          | Oklahoma   | 23         | Georgia | 23 | 48      |         |        |  |
|  | 2          | Oklahoma   |            |         |    |         |         |        |  |
|  | 3          | Georgia    | (2OT) 54   |         |    |         |         |        |  |

## Premi e onori

### Heisman Trophy
L'Heisman Trophy è assegnato ogni anno al miglior giocatore.
- Baker Mayfield, QB, Oklahoma
- Lamar Jackson, QB, Louisville
- Bryce Love, RB, Stanford

### Altri premi al miglior giocatore
- Archie Griffin Award (MVP): McKenzie Milton, QB, UCF Golden Knights
- Giocatore dell'anno dell'Associated Press: Baker Mayfield, QB, Oklahoma
- Chic Harley Award (giocatore dell'anno): Baker Mayfield, QB, Oklahoma
- Maxwell Award (miglior giocatore): Baker Mayfield, QB, Oklahoma
- Giocatore dell'anno di The Sporting News: Baker Mayfield, QB, Oklahoma
- Walter Camp Award (miglior giocatore): Baker Mayfield, QB, Oklahoma